# Carmen Dragon
Carmen Dragon (ur. 28 lipca 1914 w Antioch, zm. 28 marca 1984 w Santa Monica) – amerykański dyrygent, kompozytor i aranżer.

## Wyróżnienia
Posiada swoją gwiazdę na Hollywoodzkiej Alei Gwiazd.